# 丹南篠山口インターチェンジ

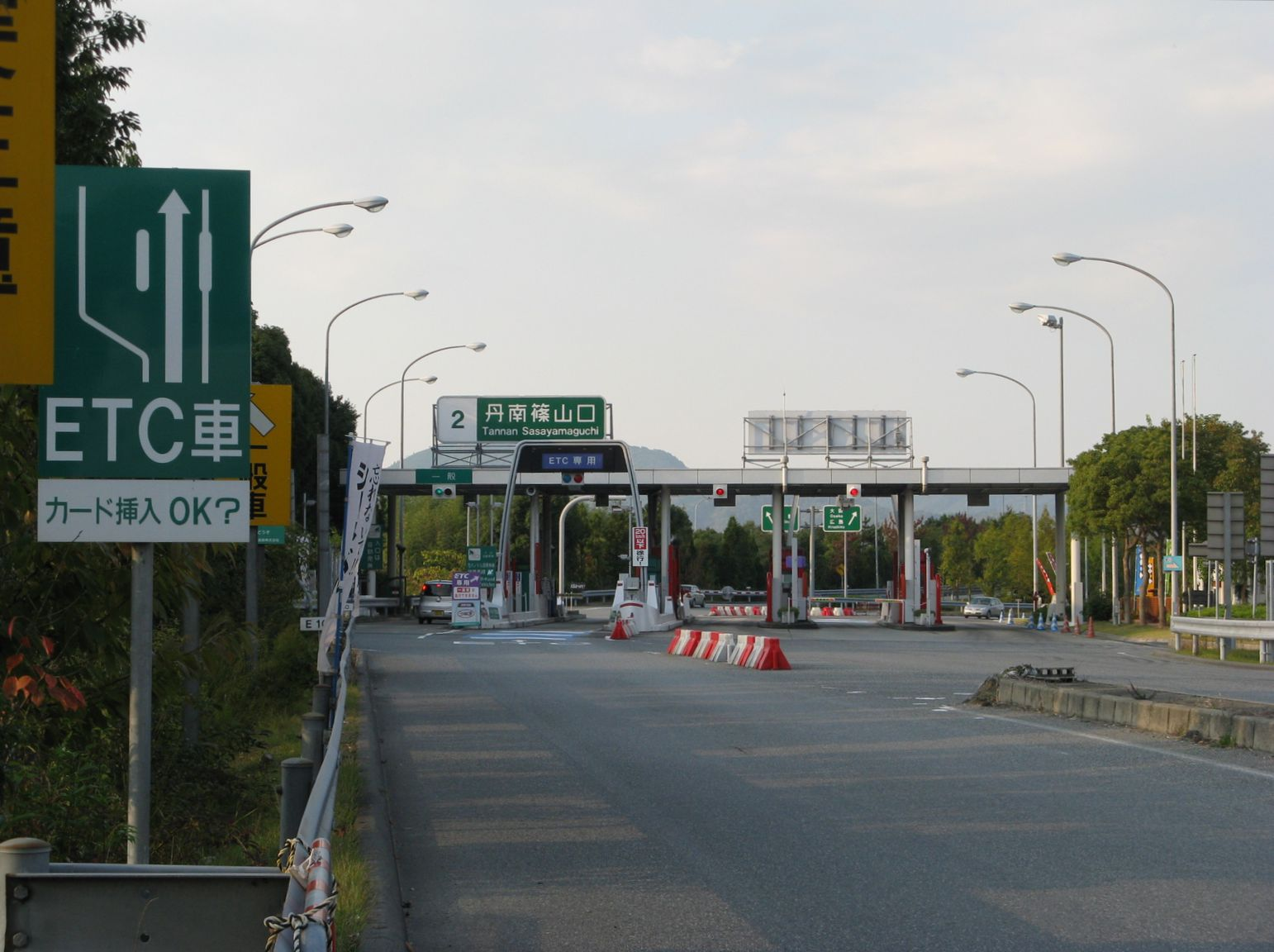
料金所（2008年10月）

丹南篠山口インターチェンジ（たんなんささやまぐちインターチェンジ）は、兵庫県丹波篠山市にある舞鶴若狭自動車道のインターチェンジである。

## 名称について
丹南とは「旧丹南町」のことであり、旧篠山町への入口の意味の「篠山口」を合わせたものである。現在は丹波篠山市内にあり、丹波篠山観光へのアクセスとして機能している。なお、旧篠山市長の酒井隆明は、市名変更前にインターチェンジの名称を「丹波篠山」に変更への検討を表明したが、インターチェンジの名称の変更には至っていない。
このように複数の地名を合成させたインターチェンジは、同じ舞鶴若狭自動車道において福井県大飯郡おおい町に大飯高浜インターチェンジがある（同インターの所在地である「旧大飯町」と、隣接する「高浜町」への入口の意味を合成している）。

## 歴史
- 1987年（昭和62年）3月18日 - 当IC - 福知山IC間の開通に伴い[2][3]、供用開始[1]。
- 1988年（昭和63年）3月24日 - 吉川JCT - 当IC間が開通[3][6]。

## 接続する道路
- 直接接続
  - 兵庫県道94号丹南篠山口インター線

- 間接接続
  - 兵庫県道299号大沢新東吹線
  - 国道176号

## 料金所
- ブース数：5

### 入口
- ブース数：2
  - ETC専用：1
  - ETC・一般：1

### 出口
- ブース数：3
  - ETC専用：1
  - 一般：2

## 周辺
- 西日本旅客鉄道（JR西日本）福知山線 篠山口駅
- 丹波篠山市役所 丹南支所
- 市立四季の森会館
- 丹南郵便局
- ユニトピアささやま
- 篠山玉水ゆり園

## バス停留所
料金所外側に高速道路用のバス停留所（丹南篠山口バスストップ）が設けられているが、現在は使用されていない。

## 隣
E27 舞鶴若狭自動車道
(1)三田西IC - (2)丹南篠山口IC - 西紀SA - (3)春日IC/JCT